# フレズノ・ブルドッグス
フレズノ・ブルドッグス（英文表記:Fresno Bulldogs）は、アメリカ合衆国カリフォルニア州フレズノに拠点を置くストリートギャング。

## 概要
前身はF-14というノルテーニョス所属組織である。しかしフレズノは南カリフォルニアと北カリフォルニアのほぼ中間に位置にする中部サンホアキン・バレーの都市であり、北カリフォルニアのヒスパニック系ギャングの連合体であるノルテーニョスを総括するヌエストラ・ファミリアの下部組織化が進む事に反発。1986年頃に市内の大半のヒスパニック系組織がF-14を中心に団結、フレズノ・ブルドッグスとなった。
スレーニョスにもノルテーニョスにも加入していない中部の独自勢力であり、フレズノや近郊都市のヒスパニック・ギャングのほぼ全てが所属し5千人ものメンバー数を誇っている。カリフォルニアにおけるスレーニョスとノルテーニョスの勢力圏の境界線はベーカーズフィールドと言われているが、フレズノ・ブルドッグスの拠点であるフレズノにはスレーニョスは勿論の事ノルテーニョスもほとんど進出できていない。